# União Beneficente dos Chauffeurs do Pará
A União Beneficente dos Chauffeurs do Pará é uma associação privada e apolítica de classe de choferes e ajudantes fundada em 1913 de defesa de insteresses morais e profissionais, filiada à Associação Operária Regional e a Confederação Operária Brasileira, sediada na cidade brasileira de Belém (capital do estado do Pará).
Era composta por uma escola de educação primária e de nível profissionalizante para os associados e seus filhos; por uma casa de trabalho para amparo aos sócios em condições de desemprego, e; por um teatro (São Cristovão) espaço de confraternização dos associados, uma associação cultural recreativa. Possuia também parceria com a Benemerita Sociedade Mechanica Paraense.

## História
A associação União dos Chauffeurs do Pará foi fundada em 30 de maio de 1913.
Em 1970, esta associação foi declarada como uma entidade de utilidade pública, que presta serviços sem fins lucrativos à sociedade (decreto 67 243 de 23 de setembro de 1970).

## Atuação
Em 18 de novembro de 1929 a União dos Chauffeurs participou da inauguração da então avenida Tito Franco (atual avenida Almirante Barroso) e também festejo de aniversário do então senador e intendente da capital Antônio de Almeida Facióla (nomeado pelo governador Eurico de Freitas Vale), com uma carreata do bairro de São Brás à Bandeira Branca, finalizando na chácara Bem-bom.
A Primeira Guerra Mundial provocou perturbações nas economias mundial e brasileira, devido os países europeus dirigirem suas energias internas para o esforço de guerra e se concentraem na indústria bélica, que demandaram dos países vizinhos um esforço crescente para abastecê-los dos produtos primários que necessitavam, para alimentar suas populações e exércitos. O Brasil, ao incrementar suas exportações de arroz, de açúcar, de batata, de carnes, de farinha de mandioca, de feijão e de milho, entre outros produtos, estabilizava a balança comercial, por vezes conseguindo saldos positivos, porém a população sofreria com os problemas relacionados à escalada dos preços dos gêneros de primeira necessidade. Assim, houve escassez de pão, o encarecimento dos aluguéis, a inflação atingiu níveis que arruinaram a fragilizada economia popular, desencadeando manifestações populares por todo o país.
No Estado do Pará, houve também manifestações, em 1º de julho de 1917, as classes operárias e o povo da capital fizeram um meeting contra a fragilizada economia popular e alta dos preços dos principais gêneros alimentícios, que cada vez mais se accentuava. Uma moção foi entregue ao então governador do estado, Lauro Sodré, pedindo proteção para as classes pobres. O governante se comprometeu com os pedidos da população e das classes operárias, que formaram junto com a União dos Chauffeurs o “Comitê” da manifestação denominada “Um meeting contra a carestia da vida”, receberam apoio da Federação das Classes da Construção Civil, a União dos Sapateiros, a Classe dos Alfaiates, a Liga Operária, a Sociedade dos Cigarreiros do Pará, a Associação dos Manipuladores de Pão e, a União Protetora dos Condutores e Motorneiros.
Porém, a moção apresentada ao governador em 1917 não foi suficiente para impedir o crescente aumento dos preços dos alimentos básicos, pois ao fim do ano de 1918, a situação era preocupante, porque além da falta de recursos havida com a pouca disponibilidade de trabalho, os pobres estavam na iminência de não ter o que comer, pois os preços inflacionados dos alimentos eram quase inaccessiveis. Foi um período marcado por instabilidade econômica, social e política. No entanto, neste momento a greve geral dos estivadores da Port of Pará, de setembro de 1918, foi o primeiro modelo de greve geral bem sucedido no estado do Pará, apoiados pelas seguintes associações: Federação das Classes de Construção Civil, Sindicatos dos Marceneiros e Artes Correlativas, Federação da União de Operários Sapateiros, Federação dos Mecânicos e Metalúrgicos, União dos Carpinas Navais e Calafates, União dos Chauffeurs e Sindicato dos Ofícios Vários. O apoio destas associações indiciavam a existência de uma solidariedade de classe entre os trabalhadores do estado durante a Primeira República brasileira.

## Teatro São Cristovão
O teatro São Cristovão é prédio em art déco construído em 1913, à Avenida Governador Magalhães Barata, no bairro de São Brás. Em 1958, foi anexado à União dos Chauffeurs e inaugurado como espaço de confraternização de seus associados.
Foi um ponto da cena cultural entre as décadas de 1950 a 1970. O teatro foi palco para apresentações artísticas das mais diversas expressões culturais locais, principalmente os cordões de Pássaro Junino, os bois e as quadrilhas juninas; além de receber shows de artistas nacionais, como Roberto Carlos e Vinícius de Moraes. Além disso, foi utilizado pelo movimento de resistência local contra a Ditadura Militar.